# Знаки почтовой оплаты Украины (2002)
Знаки почтовой оплаты Украины (2002) — перечень (каталог) знаков почтовой оплаты (почтовых марок), введённых в обращение почтой Украины в 2002 году.
В 2002 году было выпущено 66 почтовых марок, в том числе 61 памятная (коммеморативная) почтовая марка, 4 стандартные марки шестого выпуска номиналом в 0,05; 0,10; 0,30 и 0,45 гривны, а также стандартная почтовая марка пятого выпуска (с литерным индексом вместо номинала). Тематика коммеморативных марок охватывала юбилеи выдающихся деятелей культуры, памятники архитектуры Украины, знаменательные даты, виды представителей фауны и флоры и другие сюжеты. В обращение поступили марки номиналом от 0,05 до 3,50 гривны, а также массовый тираж стандартных почтовых марок пятого выпуска с литерным номиналом «С».
Все почтовые марки, введённые в обращение почтой Украины в 2002 году, напечатаны государственным предприятием «Полиграфический комбинат „Украина“».

## Список коммеморативных марок
Порядок следования элементов в таблице соответствует номеру по каталогу марок Украины на официальном сайте Укрпочты (укр. КМД УДППЗ «Укрпошта»), в скобках приведены номера по каталогу «Михель».
| № по каталогу                                                                                   | Изображение | Описание и источники | Номинал                    | Дата выпуска          | Тираж     | Художник                                         |
| ----------------------------------------------------------------------------------------------- | ----------- | --- | -------------------------- | --------------------- | --------- | ------------------------------------------------ |
| № 422 (Mi #482)                                                                                 |             | Серія «Гетьмани України»: Павло Тетеря. с укр. — «Серия „Гетманы Украины“: - Гетман Павел Тетеря». | 0,40 гривны                | 17 января 2002 года   | 300 000   | Юрий Логвин                                      |
| № 423 (Mi #483)                                                                                 |             | Серія «Гетьмани України»: Дем’ян Многогрішний. с укр. — «Серия „Гетманы Украины“: - Гетман Демьян Многогрешный». | 0,40 гривны                | 17 января 2002 года   | 300 000   | Юрий Логвин                                      |
| № 424 (Mi #484)                                                                                 |             | Серія «Гетьмани України»: Іван Брюховецький. с укр. — «Серия „Гетманы Украины“: - Гетман Иван Брюховецкий». | 0,40 гривны                | 17 января 2002 года   | 300 000   | Юрий Логвин                                      |
| № 425 (Mi #485) № 426 (Mi #486) № 427 (Mi #487) № 428 (Mi #488)                                 |             | Зчіпка серії «Історія війська в Україні»: Легкий кіннотник скіф; Важкий обладунок воїна-скіфа; Скіфський цар і воїн-молодик; Скіфська «амазонка». с укр. — «Сцепка из серии „История войска Украины“: - Лёгкий скифский всадник; - Тяжёлые доспехи воина-скифа; - Скифский царь и воин-новобранец; - Скифская „амазонка“».                                                                  | 0,40 гривны                | 29 января 2002 года   | 200 000   | Юрий Логвин                                      |
| № 430 (Mi #490)                                                                                 |             | «Найвищі досяrнення українських спортсменів: Легка атлетика». с укр. — «Наивысшие достижения украинских спортсменов: - Лёгкая атлетика». | 0,40 гривны                | 15 февраля 2002 года  | 500 000   | Геннадий Кузнецов                                |
| № 431 (Mi #491)                                                                                 |             | «Найвищі досяrнення українських спортсменів: Плавання». с укр. — «Наивысшие достижения украинских спортсменов: - Плавание». | 0,40 гривны                | 15 февраля 2002 года  | 500 000   | Геннадий Кузнецов                                |
| № 432 (Mi #492)                                                                                 |             | «Київська область». с укр. — «Киевская область». | 0,40 гривны                | 18 февраля 2002 года  | 200 000   | Александр Калмыков                               |
| № 433 (Mi #493) № 434 (Mi #494)                                                                 |             | Зчіпка серії «Суднобудування в Україні»: Фрегат «Сизополь»; Бриг «Персей». с укр. — «Сцепка из серии „Судостроение на Украине“: - Фрегат „Сизополь“; - Бриг „Персей“». | 0,40 гривны                | 22 февраля 2002 года  | 1 000 000 | Валерий Руденко                                  |
| № 435 (Mi #496)                                                                                 |             | «Сучасним українським маркам 10 років». с укр. — «10 лет современным украинским маркам». | 0,40 гривны                | 1 марта 2002 года     | 200 000   | Александр Богомолов                              |
| № 436 (Mi #497)                                                                                 |             | Леонід Глібов. 175 років з дня народження. с укр. — «175 лет со дня рождения Леонида Глебова». | 0,40 гривны                | 4 марта 2002 года     | 200 000   | Василий Василенко                                |
| № 438 (Mi #498)                                                                                 |             | «Руслан Пономарьов — 16-й чемпіон світу з шахів». с укр. — «Руслан Пономарёв — 16-й чемпион мира по шахматам». | 3,50 гривны                | 29 марта 2002 года    | 200 000   | Катерина Штанко                                  |
| № 439 (Mi #499) № 440 (Mi #500)                                                                 |             | Блок «Європа 2002. Національний цирк України». с укр. — «Блок „Европа 2002. Национальный цирк Украины“». | 1,75 гривны                | 4 апреля 2002 года    | 150 000   | Александр Богомазов, фото — Александр Костюченко |
| № 441 (Mi #501)                                                                                 |             | «Вербна неділя». с укр. — «Вербное воскресение». | 0,40 гривны                | 19 апреля 2002 года   | 500 000   | Валерий Евтушенко                                |
| № 443 (Mi #502) № 444 (Mi #503) № 445 (Mi #504) № 446 (Mi #505)                                 |             | Зчіпка «Полоз леопардовий». с укр. — «Сцепка Леопардовый полоз (Elaphe situla)». | 0,40 0,70 0,80 2,50 гривны | 25 мая 2002 года      | 200 000   | Геннадий Кузнецов                                |
| № 447 (Mi #506) № 448 (Mi #507)                                                                 |             | Блок «Оперні театри України»: Донецький академічний державний театр опери та балету ім. А. Б. Солов'яненка; Дніпропетровський державний театр опери та балету. с укр. — «Блок „Оперные театры Украины“: - Донецкий государственный академический театр оперы и балета имени А. Б. Соловьяненко - Днепропетровский государственный академический театр оперы и балета».                      | 1,25 гривны                | 31 мая 2002 года      | 100 000   | Оксана Тернавская                                |
| № 449 (Mi #509)                                                                                 |             | «Луганська область». с укр. — «Луганская область». | 0,40 гривны                | 2 июня 2002 года      | 500 000   | Александр Калмыков                               |
| № 450 (Mi #510) № 451 (Mi #511)                                                                 |             | Зчіпка «Червона книга України»: Баклан довгоносий; Морська свиня. с укр. — «Сцепка „Красная книга Украины“: - Длинноносый баклан (Phalacrocorax aristotelis); - Морская свинья (Phocoena phocoena)». | 0,70 гривны                | 14 июня 2002 года     | 1 000 000 | Геннадий Кузнецов                                |
| № 452 (Mi #512)                                                                                 |             | «Микола Леонтович (1877—1921)». с укр. — «Николай Леонтович (1877—1921)». | 0,40 гривны                | 21 июня 2002 года     | 300 000   | Василий Василенко                                |
| № 453 (Mi #513)                                                                                 |             | «Чернівецька область». с укр. — «Черновицкая область». | 0,40 гривны                | 27 июня 2002 года     | 1 000 000 | Александр Калмыков                               |
| № 455 (Mi #515) № 456 (Mi #516) № 457 (Mi #517) № 458 (Mi #518) № 459 (Mi #519)                 |             | Блок «Чорноморський біосферний заповідник»: Haematopus ostralegus; Larus genei Breme; Iris pumila; Numenius arquata; Charadrius alexandrinus. с укр. — «Блок „Черноморский биосферный заповедник“: - Haematopus ostralegus; - Larus genei Breme; - Iris pumila; - Numenius arquata; - Charadrius alexandrinus».                                                                             | 0,50 гривны                | 13 июля 2002 года     | 100 000   | Валерий Руденко                                  |
| № 460 (Mi #520) № 461 (Mi #521) № 462 (Mi #522)                                                 |             | Зчіпка серії «Українські народні казки»: Колобок; Пан Коцький; Курочка Ряба. с укр. — «Сцепка из серии „Украинские народные сказки“: - Колобок; - Пан Котский; - Курочка Ряба». | 0,40 гривны                | 19 июля 2002 года     | 500 000   | Кость Лавро                                      |
| № 463 (Mi #523) № 464 (Mi #524) № 465 (Mi #525)                                                 |             | Зчіпка «Твори Ганни Собачко-Шостак»: Шпаківня. 1963; Ваза з квітами. 1964; Ромашки. 1964. с укр. — «Сцепка „Произведения Ганны Собачко-Шостак“: - «Скворечник» (1963); - «Ваза с цветами» (1964); - «Ромашки» (1964)». | 0,45 гривны                | 9 августа 2002 года   | 500 000   | Оксана Тернавская                                |
| № 466 (Mi #526)                                                                                 |             | Серія «Україна — космічна держава»: «Юрій Кондратюк (Олександр Шаргей) 1897—1942». с укр. — «Серия „Украина — космическая держава“: - Юрий Кондратюк (Александр Шаргей, 1897—1942)». | 0,40 гривны                | 23 августа 2002 года  | 500 000   | Василий Василенко                                |
| № 467 (Mi #527)                                                                                 |             | Серія «Україна — космічна держава»: «Михайло Янгель 1911—1971». с укр. — «Серия „Украина — космическая держава“: - Михаил Янгель (1911—1971». | 0,45 гривны                | 23 августа 2002 года  | 500 000   | Василий Василенко, Оксана Тернавская             |
| № 468 (Mi #528)                                                                                 |             | Серія «Україна — космічна держава»: «Микола Кибальчич 1853—1881». с укр. — «Серия „Украина — космическая держава“: - Николай Кибальчич (1853—1881)». | 0,50 гривны                | 23 августа 2002 года  | 300 000   | Василий Василенко                                |
| № 469 (Mi #529)                                                                                 |             | Серія «Україна — космічна держава»: «Сергій Корольов 1907—1966». с укр. — «Серия „Украина — космическая держава“: - Сергей Королёв (1907—1966)». | 0,70 гривны                | 23 августа 2002 года  | 300 000   | Василий Василенко                                |
| № 471 (Mi #530) № 472 (Mi #531)                                                                 |             | Зчіпка «Спільний випуск „Україна — Казахстан“»: Каспійський тюлень; Білуга чорноморська. с укр. — «Сцепка „Совместный выпуск Украина — Казахстан“: - Каспийский тюлень (Phoca caspica); - Белуга черноморская (Huso huso ponticus)». | 0,75 гривны                | 6 сентября 2002 года  | 172 000   | Оксана Тернавская, Данияр Мухамеджанов           |
| № 473 (Mi #533)                                                                                 |             | «Одеська область». с укр. — «Одесская область». | 0,45 гривны                | 20 сентября 2002 года | 500 000   | Александр Калмыков                               |
| № 474 (Mi #534)                                                                                 |             | «1000 років Хотину». с укр. — «1000 лет городу Хотин». | 0,40 гривны                | 21 сентября 2002 года | 500 000   | Орест Криворучко                                 |
| № 475 (Mi #535)                                                                                 |             | «VIII Всеукраїнська філателістична виставка „Одесафіл 2002“». с укр. — «VIII Всеукраинская филателистическая выставка „Одесафіл 2002“». | 0,45 гривны                | 5 октября 2002 года   | 300 000   | Наталия Михайличенко                             |
| № 476 (Mi #536)                                                                                 |             | «Черкаська область». с укр. — «Черкасская область». | 0,45 гривны                | 9 октября 2002 года   | 500 000   | Александр Калмыков                               |
| № 477 (Mi #537)                                                                                 |             | «Сумська область». с укр. — «Сумская область». | 0,45 гривны                | 21 октября 2002 года  | 500 000   | Александр Калмыков                               |
| № 478 (Mi #538)                                                                                 |             | Серія «Київ очима художників»: «Тарас Шевченко. Аскольдова могила. 1845». с укр. — «Серия „Киев глазами художников“: - Тарас Шевченко. „Аскольдова могила“, 1845». | 0,45 гривны                | 15 ноября 2002 года   | 500 000   | Оксана Тернавская                                |
| № 479 (Mi #539)                                                                                 |             | Серія «Київ очима художників»: «Тарас Шевченко. У Києві. 1844». с укр. — «Серия „Киев глазами художников“: - Тарас Шевченко. „В Киеве“, 1844». | 0,75 гривны                | 15 ноября 2002 года   | 300 000   | Оксана Тернавская                                |
| № 480 (Mi #540)                                                                                 |             | Серія «Київ очима художників»: «Тарас Шевченко. Костьол Святого Олександра в Києві. 1846». с укр. — «Серия „Киев глазами художников“: - Тарас Шевченко. „Костёл святого Александра в Киеве“, 1846». | 0,80 гривны                | 15 ноября 2002 года   | 300 000   | Оксана Тернавская                                |
| № 481 (Mi #541)                                                                                 |             | «Щасливого Нового Року!». с укр. — «С Новым годом!». | 0,45 гривны                | 22 ноября 2002 года   | 500 000   | Владислав Ерко                                   |
| № 482 (Mi #542) № 483 (Mi #543) № 484 (Mi #544) № 485 (Mi #545) № 486 (Mi #546) № 487 (Mi #547) |             | Блок «Український народний одяг»: Зчіпка «Український народний одяг. Вінниччина»; Зчіпка «Український народний одяг. Черкащина»; Зчіпка «Український народний одяг. Тернопільщина». с укр. — «Блок „Украинский народный костюм“: - Сцепка „Украинский народный костюм. Винничина“; - Сцепка „Украинский народный костюм. Черкащина“; - Сцепка „Украинский народный костюм. Тернопольщина“». | 0,45 гривны                | 6 декабря 2002 года   | 50 000    | Николай Кочубей                                  |
| № 482 (Mi #542) № 483 (Mi #543)                                                                 |             | Зчіпка «Український народний одяг. Вінниччина»: Покрова; Спас. с укр. — «Сцепка „Украинский народный костюм. Винничина“: - Покрова; - Спас». | 0,45 гривны                | 6 декабря 2002 года   | 300 000   | Николай Кочубей                                  |
| № 484 (Mi #544) № 485 (Mi #545)                                                                 |             | Зчіпка «Український народний одяг. Черкащина»: Веснянки-гаївки; Маковій. с укр. — «Сцепка „Украинский народный костюм. Черкащина“: - Веснянки, гаилки; - Маккавей». | 0,45 гривны                | 6 декабря 2002 года   | 300 000   | Николай Кочубей                                  |
| № 486 (Mi #546) № 487 (Mi #547)                                                                 |             | Зчіпка «Український народний одяг. Тернопільщина»: Христос Воскрес! Великдень. с укр. — «Сцепка „Украинский народный костюм. Тернопольщина“: - Христос Воскрес! - Пасха». | 0,45 гривны                | 6 декабря 2002 года   | 300 000   | Николай Кочубей                                  |

## Выпуски стандартных марок

### Пятый выпуск стандартных марок (2001—2006)
Пятый выпуск стандартных марок независимой Украины (2001—2006) был представлен знаком почтовой оплаты литерным номиналом «C». Они соответствуют заранее указанному Укрпочтой тарифу на пересылку корреспонденции, а также эквивалентны определённой сумме в гривнях или долларах США, стоимость для продажи последних рассчитывается по курсу НБУ.
Порядок следования элементов в таблице соответствует номеру по каталогу марок Украины на официальном сайте Укрпочты (укр. КМД УДППЗ «Укрпошта»), в скобках приведены номера по каталогу «Михель».
| № по каталогу   | Изображение | Описание и источники        | Номинал | Дата выпуска     | Тираж    | Художник           |
| --------------- | ----------- | --------------------------- | ------- | ---------------- | -------- | ------------------ |
| № 454 (Mi #514) |             | «Бузок». с укр. — «Сирень». | C       | 5 июля 2002 года | массовый | Александр Калмыков |

### Шестой выпуск стандартных марок (2002—2006)
Шестой выпуск стандартных марок независимой Украины (2002—2006) был представлен четырьмя марками, номиналом в 0,05; 0,10; 0,30 и 0,45 гривны.
Порядок следования элементов в таблице соответствует номеру по каталогу марок Украины на официальном сайте Укрпочты (укр. КМД УДППЗ «Укрпошта»), в скобках приведены номера по каталогу «Михель».
| № по каталогу   | Изображение | Описание и источники                 | Номинал     | Дата выхода           | Тираж    | Художник           |
| --------------- | ----------- | ------------------------------------ | ----------- | --------------------- | -------- | ------------------ |
| № 429 (Mi #489) |             | «Барвінок». с укр. — «Барвинок».     | 0,05 гривны | 1 февраля 2002 года   | массовый | Александр Калмыков |
| № 437 (Mi #495) |             | «Мальви». с укр. — «Мальва».         | 0,10 гривны | 26 февраля 2002 года  | массовый | Александр Калмыков |
| № 442 (Mi #508) |             | «Чорнобривці». с укр. — «Бархатцы».  | 0,30 гривны | 1 июня 2002 года      | массовый | Александр Калмыков |
| № 470 (Mi #532) |             | «Волошки». с укр. — «Василёк синий». | 0,45 гривны | 18 сентября 2002 года | массовый | Александр Калмыков |

## Комментарии
1. ↑  Коммеморативные марки — обобщённое название специальных художественных (памятных, юбилейных и других) почтовых марок. Для упрощения терминологии в случаях, когда требуется лишь подчеркнуть, что данная марка не является общеупотребляемой (то есть стандартной), под термином «коммеморативная марка» подразумевают, кроме перечисленных выше, также тематические (рисунки которых, посвящены определённой теме коллекционирования) марки. Также все упомянутые марки, объединённые термином «коммеморативная», имеют общую черту: как правило, такие марки изготовляются на высоком полиграфическом уровне[3].
2. ↑  Ниже приведён перечень памятных художественных марок (с возможностью сортировки по номиналу, тиражу и дате введения в обращение).
3. 1 2  Ниже приведён перечень стандартных марок (с возможностью сортировки по номиналу, тиражу и дате введения в обращение).
4. ↑  Литерный номинал «C» эквивалентен $ 0,70[56].